# MotorSport (singel Migos, Nicki Minaj i Cardi B)
MotorSport – singiel amerykańskiego trio hip-hopowego Migos, powstały we współpracy z raperkami Nicki Minaj i Cardi B. Został wydany 27 października 2017 i zwiastował trzeci album studyjny grupy, Culture II (2018). Utwór wyprodukowali Murda Beatz oraz Cubeatz. Singiel dotarł do szóstego miejsca na amerykańskiej liście przebojów Billboard Hot 100, stając się drugim utworem Migos, który znalazł się w pierwszej dziesiątce.
Dzięki singlowi, Cardi B otrzymała nagrodę BET Hip Hop w kategorii Najlepszy Gościnny Wers. Utwór był także nominowany do nagrody BET w kategorii Wybór Publiczności.

## Tło i wydanie
MotorSport jest pierwszym utworem, nad którym wspólnie pracowali Migos, Nicki Minaj i Cardi B, jednakże jeden z członków grupy, Offset współpracował w przeszłości z Nicki Minaj nad utworem No Flag autorstwa London on da Track, a także z Cardi B nad jej singlem Lick. 25 października 2017 amerykańska radiostacja Hot 93.7 zapowiedziała, że utwór powstały we współpracy Migos z Nicki Minaj i Cardi B zostanie wydany dwa dni później, 27 października. Dzień wcześniej, 26 października trio Migos zaprezentowało fragment singla podczas koncertu Powerhouse zorganizowanego przez radio Power 105.1 w Nowym Jorku. 27 października odbyła się oficjalna światowa premiera utworu (digital download).

### Kontrowersje
Po premierze utworu, w sieci pojawiły się doniesienia, jakoby Nicki Minaj oraz Cardi B zdissowały się wzajemnie w swoich zwrotkach. Krytyk muzyczny Joe Budden zasugerował także, że początkowo, singiel był piosenką Migos oraz Cardi B, a raper Kanye West zaproponował, żeby do projektu zaprosić również Nicki Minaj. Obie teorie zostały obalone przez Nicki, która napisała na swoim Twitterze:
„[Początkowo], był to utwór mój oraz Quavo. Nikogo więcej na nim nie było. [Quavo] zadzwonił do mnie i zapytał co sądzę o tym, by umieścić na nim Bardi, powiedziałam: »Okej, zróbmy to«. Koniec. (...) W tej piosence nie było nawet Migosów. Tylko Quavo. Te teorie spiskowe są tak męczące. (...)”
Cardi również odniosła się do doniesień medialnych o konflikcie między nią a trynidadzko-amerykańską raperką. W wywiadzie dla magazynu Complex powiedziała:
„To takie irytujące. Mam wrażenie, że ludzie nie byliby usatysfakcjonowani nawet, gdybyśmy się [z Nicki] pocałowały. Ludzie chcą awantur, bo one wciągają. Kiedy Nicki i Remy kłóciły się ze sobą, wszyscy się temu przyglądali. (...) Ludzie zawsze chcą mówić o tym, jak dogadujemy się ze sobą w naszej miejskiej społeczności. To są ci sami ludzie, którzy chcą widzieć kobiety będące wrogie wobec siebie. Nie robią tak jednak, jeśli chodzi o artystki muzyki popowej. (...)”

## Kompozycja
Utwór zawiera wiele odwołań do różnych osobistości świata medialnego:

- Criss Angel (amerykański iluzjonista i muzyk),
- Bill Belichick (amerykański trener piłkarski),
- Lil Boosie (amerykański raper),
- Jackie Chan (hongkoński aktor),
- Yo Gotti (amerykański raper),
- Selena Quintanilla (meksykańsko-amerykańska piosenkarka),
- Britney Spears (amerykańska piosenkarka),
- Vince Lombardi (amerykański trener piłkarski),
- Mike Tyson (amerykański bokser),
- Lucy i Ricky Ricardo (postaci z amerykańskiego sitcomu I Love Lucy),
- Lil Uzi Vert (amerykański raper).

Można usłyszeć także nawiązania do różnych marek i firm, m.in. Bugatti, Chanel, Givenchy, Lamborghini, McDonald’s, Xaxax, Percocet, Porsche, Richard Mille, Patek Philippe, Audemars Piguet i Saks. Oprócz tego, Cardi B w swojej zwrotce odnosi się do przeboju Daddy Yankeego z 2004 roku, Gasolina.

## Odbiór krytyczny
Zwrotki Cardi B i Nicki Minaj otrzymały pozytywne recenzje. Redaktorzy amerykańskiego magazynu Billboard nazwali fragment o trapowej Selenie „ambitnym stwierdzeniem” („I’m the trap Selena” – z ang. „Jestem trapową Seleną” – Cardi porównała się do meksykańsko-amerykańskiej piosenkarki, Seleny Quintanilly, a trap to gatunek, w nurcie którego raperka tworzy swoje utwory). Angel Diaz z magazynu Complex nazwał zwrotkę Nicki Minaj „Najlepszym Rapowym Wersem Miesiąca”. Charles Holmes, również z Complex, stwierdził, że obie raperki wypadły świetnie, dodając: „MotorSport nie jest czymś, co zmieni świat, ale jest to z trudem wywalczony moment dla obu utalentowanych raperek, które wciąż muszą walczyć o taki sam szacunek, jaki mają ich męscy odpowiednicy”.
Za swoją zwrotkę, Cardi B otrzymała nagrodę BET Hip Hop w kategorii Najlepszy Gościnny Wers.

## Teledysk
Teledysk do singla MotorSport w reżyserii duetu Bradley & Pablo oraz Quavo miał swoją premierę 6 grudnia 2017 roku w serwisie Apple Music. Na YouTube został opublikowany dzień później, 7 grudnia.

## Występy na żywo
Cardi B wykonała utwór MotorSport podczas gali iHeartRadio Music Awards 2018, jako jeden z kilku obok Bartier Cardi, No Limit, Finesse oraz Bodak Yellow. Pojawiła się również gościnnie podczas jednego z koncertów wspólnej trasy Drake’a i Migos, Aubrey & The Three Migos, 25 sierpnia 2018 w Nowym Jorku. Był to jej pierwszy występ po narodzinach Kulture. Kilka miesięcy później, raperka została zaproszona do występu z MotorSport także podczas koncertu w Los Angeles, 14 października 2018. Ponadto, Cardi B na stałe włączyła do swojego repertuaru koncertowego singiel MotorSport, wykonując go (w skróconej wersji) podczas występów w latach 2017–2019.
Nicki Minaj wykonała singiel podczas swojego gościnnego występu na koncercie Future w ramach Rolling Loud Festival 13 maja 2018 w Miami.

## Lista utworów
- Digital download[3]

1. MotorSport (5:24)

- CD Promo (tylko w niektórych krajach)[19][19]

1. MotorSport

- 7-calowy winyl (ekskluzywne wydanie dla klientów Urban Outfitters)[20]

1. MotorSport
2. MotorSport (instrumental)

## Listy przebojów
| Lista przebojów (2017–2018)                         | Najwyższa pozycja |
| --------------------------------------------------- | ----------------- |
| Australia (ARIA)                                    | 73                |
| Czechy (Singles Digitál Top 100)                    | 64                |
| Filipiny (Philippine Hot 100)                       | 80                |
| Francja (SNEP)                                      | 123               |
| Grecja (IFPI)                                       | 11                |
| Irlandia (IRMA)                                     | 79                |
| Kanada (Canadian Hot 100)                           | 12                |
| Niderlandy (Single Tip)                             | 4                 |
| Nowa Zelandia (Heatseekers – RMNZ)                  | 2                 |
| Portugalia (AFP)                                    | 57                |
| Słowacja (Singles Digitál Top 100)                  | 46                |
| Stany Zjednoczone (Billboard Hot 100)               | 6                 |
| Stany Zjednoczone (Billboard Hot R&B/Hip-Hop Songs) | 3                 |
| Stany Zjednoczone (Billboard Rhythmic)              | 6                 |
| Szwajcaria (Schweizer Hitparade)                    | 54                |
| Szwecja (Heatseeker Sverigetopplistan)              | 4                 |
| Węgry (Stream Top 40)                               | 40                |
| Wielka Brytania (Official Singles Chart)            | 49                |

| Lista przebojów (2018)                              | Pozycja |
| --------------------------------------------------- | ------- |
| Kanada (Canadian Hot 100)                           | 63      |
| Stany Zjednoczone (Billboard Hot 100)               | 34      |
| Stany Zjednoczone (Billboard Hot R&B/Hip-Hop Songs) | 16      |
| Stany Zjednoczone (Billboard Rhythmic)              | 30      |

## Certyfikaty
| Kraj                     | Certyfikat         | Sprzedaż  |        |
| ------------------------ | ------------------ | --------- | ------ |
| Australia (ARIA)         | Platynowa płyta    | 70 000    | [ 43 ] |
| Francja (SNEP)           | Złota płyta        | 100 000   | [ 44 ] |
| Kanada (Music Canada)    | 3x platynowa płyta | 240 000   | [ 45 ] |
| Stany Zjednoczone (RIAA) | 3x platynowa płyta | 3 000 000 | [ 46 ] |
| Wielka Brytania (BPI)    | Złota płyta        | 400 000   | [ 47 ] |
| Włochy (FIMI)            | Złota płyta        | 25 000    | [ 48 ] |

## Historia wydania
| Region          | Data                 | Format                      | Wytwórnia                                                |        |
| --------------- | -------------------- | --------------------------- | -------------------------------------------------------- | ------ |
| Różne           | 27 października 2017 | Digital download            | Quality Control Music • Capitol Records • Motown Records | [ 3 ]  |
| Wielka Brytania | 10 listopada 2017    | Radio Rhythmic Contemporary | Quality Control Music • Capitol Records • Motown Records | [ 49 ] |